# Galleria degli Uffizi
Uffizi-galleriet eller Uffizierne (italiensk: Galleria degli Uffizi, udtale [ɡalleˈriːa deʎʎ ufˈfittsi][ɡalleˈriːa deʎʎ ufˈfittsi]) er et fremtrædende kunstmuseum, der ligger ved Piazza della Signoria i det Historiske Centrum af Firenze i Toscana i Italien. Et af de største, vigtigste og mest besøgte italienske museer med en samling af uvurderlige værker, især fra den italienske Renæssance.
Efter at det regerende hus Medici uddøde, blev deres kunstsamlinger overdraget til byen Firenze under den berømte Patto di famiglia forhandlet af den sidste Medici Anna Maria Luisa de' Medici. Galleriet er et af de første moderne museer. Galleriet havde været åbent efter anmodning siden det sekstende århundrede, og i 1765 blev den officielt åbnet for offentligheden og formelt blev det et museum i 1865.
I dag er museet en af de mest populære turistattraktioner i Firenze og et af de mest besøgte museer i verden. Museet havde over to millioner besøgende i 2016, hvilket gør det til det mest besøgte kunstmuseum i Italien. I højsæsonen (navnlig i juli) kan ventetiden være op til fem timer. Museet er ved at blive renoveret for at mere end fordoble antallet af værelser, der anvendes til at vise kunst.

## Historien
Bygningen af Uffizi-kompleks blev påbegyndt af Giorgio Vasari i 1560 for Cosimo I de' Medici , for at rumme kontorer for de florentinske dommere, deraf navnet uffizi, "kontorer". Opførelsen blev senere videreført af Alfonso Parigi og Bernardo Buontalenti for at afsluttes i 1581. Den øverste etage blev gjort til et galleri for familien og deres gæster og rummede deres samling af romerske skulpturer.
Cortilen (indre gårdhave) er lang, smal og åben mod Arno på den fjerneste ende gennem en Dorisk scene, der former en ramme uden at blokere udsigten. Arkitekturhistorikere opfatter det som det første regulerede byområde i Europa. Maleren og arkitekten Vasari understregede dens perspektive længde af ens facader, kontinuerlige gesimser og ubrudte gesimser mellem etagerne og de tre fortløbende trin, som paladsfacaden står på. Nicher, der veksler med søjler, er fyldt med skulpturer af berømte kunstnere fra det 19.århundrede.
Uffizi samlede under ét tag alle de administrative kontorer og Archivio di Stato, statens arkiv. Projektet er bestilt af Cosimo I de' Medici, storhertug af Toscana, var beregnet til at vise fornemme værker af Medici-samlinger på piano nobile. Planen blev udført af hans søn, storfyrst Francesco I de' Medici . Han bestilte arkitekten Buontalenti til bygge Tribuna degli Uffizi , der skulle vise en række mesterværker i ét rum, herunder smykker. Det blev en attraktion i en Grand Tour. Det ottekantede rum stod færdigt i 1584.
I årenes løb blev flere dele af slottet inddraget til malerier og skulpturer, der er indsamlet eller bestilt af Medici. Ifølge Vasari, der var ikke kun arkitekt i Uffizi, men også forfatteren af Livet for de Kunstnere, der blev offentliggjort i 1550 og 1568. Kunstnere som Leonardo da Vinci og Michelangelo , er indsamlet på Uffizi "for skønhed, til arbejde og til fritidsaktiviteter."
I mange år blev 45-50 værelser brugt til at vise malerier fra det 13. til 18. århundrede. Med det store moderniseringsprojekt, Nye Uffizi, steg antallet til 101 værelser ved slutningen af 2016 ved at inddrage områder, der tidligere var benyttet af Firenzes statsarkiv. 

## Moderne tider
På grund af sine enorme samlinger har nogle af værkerne været overført til andre museer i Firenze. Et projekt med at udvide museets udstillingsareal fra 6.000 m² til næsten 13.000 m², blev afsluttet i 2006. Det giver plads til udstilling af mange kunstværker , der har som regel været på lager.
Den 27. maj 1993 detonerede den sicilianske mafia en bilbombe i Via dei Georgofili. Den beskadigede dele af paladset og dræbte fem mennesker. Eksplosionen ødelagde fem kunstværker og beskadigede yderligere 30. Nogle af malerierne var bag skudsikkert glas. Den mest alvorlige skade var skete på Niobe værelse med klassiske skulpturer og neoklassisk indretning (som siden er blevet restaureret). Selv om dens fresker blev helt ødelagt.
I begyndelsen af august 2007 oplevede Firenze et kraftig skybrud. Galleriet blev delvist oversvømmet. De besøgende måtte evakueres. Der var en endnu mere omfattende oversvømmelser i 1966 , der beskadigede de fleste af kunstsamlingerne i Firenze alvorligt, herunder nogle værker i Uffizi.
Nuovi Uffizi (Nye Uffizi) renoveringsprojektet fra 1989 og forventes afsluttet i 2017. Det var hensigten at modernisere alle sale og få mere end dobbelt så meget plads i udstillingsområdet. Samtidig er en ny udgang planlagt, samt belysning, aircondition og sikkerhedssystemerne bliver opdateret. Under ombygningen forbliver museet åbent, selv om nogle værelser er lukket og kunstværker midlertidigt flyttet til en anden placering. For eksempel, Botticelli værelserne og to andre med tidlige renæssancemalerier blev lukket i 15 måneder, men genåbnet i oktober 2016.

## Vigtige værker
- Cimabue: Santa Trinita Maestà
- Duccio: Rucellai Madonna
- Giotto: Ognissanti Madonna, Badia Polyptych
- Simone Martini: Annunciation with St. Margaret and St. Ansanus
- Ambrogio Lorenzetti: Presentation at the Temple
- Gentile da Fabriano, Adoration of the Magi
- Paolo Uccello: The Battle of San Romano
- Rogier van der Weyden, Lamentation of Christ
- Fra Filippo Lippi: Madonna and Child, Coronation of the Virgin
- Piero della Francesca: Diptych of Duke Federico da Montefeltro and Duchess Battista Sforza of Urbino
- Andrea del Verrocchio: The Baptism of Christ
- Hugo van der Goes: Portinari Triptych
- Sandro Botticelli: Primavera, The Birth of Venus, Adoration of the Magi of 1475 and others
- Michelangelo: The Holy Family (Doni Tondo)
- Leonardo da Vinci: The Annunciation, Adoration of the Magi
- Piero di Cosimo: Perseus Freeing Andromeda
- Albrecht Dürer: Adoration of the Magi
- Raphael: Madonna of the Goldfinch, Portrait of Leo X
- Titian: Flora, Venus of Urbino
- Parmigianino: Madonna with the Long Neck
- Caravaggio: Bacchus, Sacrifice of Isaac, Medusa
- Artemisia Gentileschi: Judith and Holofernes
- Rembrandt: Self-portrait as a Young Man, Self-portrait as an Old Man, Portrait of an Old Man

Samlingen indeholder også nogle antikke skulpturer, som Arrotino og de To Brydere.

## Udvalgte højdepunkter
- Tribuna
- Simone Martini
Annunciation, 305 × 265 cm
- Giotto di Bondone
Ognissanti Madonna, 325 × 204 cm.
- Gentile da Fabriano
Adoration of the Magi, 300 × 282 cm.
- Fra Angelico
Coronation of the Virgin, 112 × 114 cm
- Masaccio
The Madonna and St. Anna, 175 × 103 cm.
- Lorenzo Monaco
Adoration of the Magi, 115 × 177 cm.
- Sandro Botticelli
Birth of Venus, 173 × 279 cm.
- Sandro Botticelli
La Primavera, 203 × 314 cm.
- Sandro Botticelli
Adoration of the Magi, 108 × 173 cm.
- Sandro Botticelli
Adoration of the Magi, 111 × 134 cm.
- Piero della Francesca
Dukes of Urbino, 47 × 66 cm.
- Filippo Lippi
Madonna and Child with Angel, 95 × 64 cm.
- Leonardo da Vinci
Adoration of the Magi, 243 × 246 cm.
- Leonardo da Vinci
Annunciation, 98 × 217 cm.
- Verrocchio and Leonardo da Vinci
 Baptism of Christ, 177 × 151 cm.
- Giovanni Bellini
Sacred Allegory, 73 × 119 cm.
- Piero di Cosimo
Perseus Freeing Andromeda, 70 × 123 cm
- Andrea Mantegna
Adoration of the Magi, 86 × 162 cm.
- Parmigianino
Madonna of Long Neck, 216 × 132 cm.
- Titian
Venus of Urbino, 119 × 165 cm.
- Titian
Flora, 80 × 64 cm.
- Raphael
Madonna of the Goldfinch, 107 × 77 cm.
- Michelangelo
Doni Tondo, Diameter 120 cm.
- Raphael
Pope Leo X and Family, 154 × 119 cm.
- Giorgione
Judgement of Solomon, 89 × 72 cm.
- Paolo Uccello
Battle of San Romano, 182 × 220 cm.
- Giorgione
Moses Trial, 89 × 72 cm.
- Caravaggio
Sacrifice of Isaac, 104 × 135 cm
- Caravaggio
Medusa, Diameter 55 cm.
- Correggio
Rest on Flight to Egypt, 124 × 107 cm.
- Rogier van der Weyden
Lamentation of Christ, 96 × 110 cm.
- Albrecht Dürer
Adoration of the Magi, 99 × 114 cm.
- Hans Memling
Madonna and Angels, 76 x60 cm.
- Francisco Goya
Portrait of María Teresa, 83 × 62 cm.
- Pieter Paul Rubens
Triumph of Henry IV in Paris, 380 × 692 cm.
- Diego Velázquez
Self Portrait, 104 × 83 cm.
- Caravaggio
Young Bacchus, 95 × 85 cm.
- Agnolo Bronzino
Portrait of Eleanor of Toledo, 115 × 96 cm.
- Rembrandt
Portrait of an Old Man, possibly a depiction of John Amos Comenius, 102 × 83 cm.
- Rembrandt
Self-Portrait, 74 × 55 cm.
- Hugo van der Goes
Portinari Triptych, 253 × 304 cm.
- Albrecht Altdorfer
Martyrdom of St Florian, 76 × 67 cm.
- Anthony van Dyck
Portrait of Charles V, 191 × 123 cm.
- Paolo Veronese
Martyrdom of Saint Justina, 103 × 113 cm.
- El Greco
St. John and St. Francis, 110 × 86 cm.